# Kronobergs läns hembygdsförbund
Kronobergs läns hembygdsförbund är ett samlande organ för hembygdsrörelsen i Kronobergs län.
Flertalet av länets hembygdsföreningar, 70 st, är anslutna liksom cirka 1200 stödjande medlemmar samt ett antal företag och bibliotek.
Förbundets mål är att aktivt verka för kultur- och miljövård samt att öka kunskapen om bygdens historia. Det leder sin historia tillbaka till den 1919 grundade Hyltén-Cavalliusföreningen.